# Districte de Blaia
El Districte de Blaye és un districte francès del departament de la Gironda, a la regió de la Nova Aquitània. Està format per 5 cantons i 65 municipis. El cap del districte és Blaia.

## Cantons
- cantó de Blaia
- cantó de Borg
- cantó de Sent Andriu de Cubzac
- cantó de Saint-Ciers-sur-Gironde
- cantó de Saint-Savin (Gironda)